# Rzivost smrku
Rzivost smrku je houbová choroba rostlin způsobená houbou zlatoslizka smrková (Chrysomyxa abietis) z čeledi Coleosporiaceae řádu rzi (Pucciniales). Ch. abietis je monoecická (jednobytná) rez, jejíž celý životní cyklus se odvíjí pouze na smrku. Což je  rozdíl od Chrysomyxa rhododendri, která vyžaduje jako druhého hostitele rostliny pěnišníku v okolí smrků. Patogen preferuje nížiny a vysokou vzdušnou vlhkost. Patogen zlatoslizka smrková byl poprvé platně popsán v roce 1840. Patogen je považován za invazivní organismus.

## EPPO kód
CHMYAB

## Vědecké názvy
Podle biolib.cz je pro patogena Chrysomyxa abietis používán i název Blennoria abietis nebo Chrysomyxa weirii.

## Zeměpisné rozšíření
Evropa, Asie, konkrétně Čína, Japonsko, Kazachstán, Kyrgyzstán

### Výskyt v Evropě
Rakousko, Belgie, Bulharsko, Česká republika, Dánsko, Estonsko, Finsko, Francie, Německo, Maďarsko, Itálie, Lotyšsko, Litva, Norsko, Polsko, Rumunsko, Rusko, Španělsko, Švédsko, Švýcarsko, Velká Británie, Anglie a Wales, Severní Irsko, Skotsko.

### Výskyt v Česku
Potvrzen.

## Hostitel
Seznam podle
- Picea abies
- Picea engelmannii
- Picea glauca
- Picea glehnii
- Picea jezoensis
- Picea koyamai
- Picea omorika
- Picea pungens
- Picea rubens
- Picea shirasawae
- Picea sitchensis
- Picea wilsonii

## Příznaky
- neobvyklé zbarvení jehlic, stromů, skupin dřevin
- neobvyklý opad jehlic
- plodnice hub na jehlicích

### List
Infekce se vyskytují pouze na letošních jehlicích. Na místech infekce se objevují světle žluté skvrny. Obvykle vytvoří formu hlubokých žlutých příčných pruhů přes jehlice. Pokud se infekce vážná, mohou se stromy nebo skupiny dřevin jevit žluté, nikoliv zelené. Většina infikovaných jehlic opadá následující jaro po dozrání telií a sporulaci (Murray, 1955, Wilson a Henderson, 1966, Mordue a Gibson, 1978). Neuvolňují se spory při dotyku.

### Možnost záměny
S jiným druhem rodu Chrysomyxa. Poškození mšicemi.
Melampsorella caryophyllacearum způsobuje příznaky metlovitosti, proliferaci výhonů, především na jedli, ale je známo i napadení smrku v USA (Anon., 1964). Stejně jako ostatní dvoubytné rzi, i tento druh produkuje aecia obsahující oranžovo-žluté aeciospory a infikuje jehlice.
Pucciniastrum areolatum (Thekopsora areolata) vytváří aecia na jehličnanech, ale ne na jehlicích smrku v severní Evropě a severní Asii (Hiratsuka et al., 1992).
Sinclair a Lyon(2005) tvrdí, že k žloutnutí a defoliaci může dojít u letošních jehlic na smrku u některých druhů v důsledku poškození fluoridy. Chloróza se vyvíjí od špičeků a postižená část má nakonec červenohnědé zbarvení. Starší jehlice vykazují příznaky, ale pomaleji. Ostatní druhy, jež jsou citlivé na poškození a rostou poblíž vykážou rovněž příznaky poškození, což je dobrým rozlišovacím znakem. Zdroj znečištění ovzduší by mohl být rozeznán.

## Význam
Opakovanou nákazou a ztrátou jehličí je strom oslaben a zkracují se přírůstky letorostů. Při silném napadení má ekonomický význam v lesních plantážích (hospodářské lesy) kde jsou stromy pěstovány pro dřevo. 
Při slabém napadení jsou ztráty mírné a přechodné, kromě případů, kdy jsou napadeny sazenice nebo mladé stromky (Collins, 1976b, Hansen, 1997). Takahashi a Saho (1985) popisuje epidemii v lesní školce na sadbě Picea engelmannii, jež se projevila na 90% materiálu a bylo potřeba zničit všechny sazenice.

## Biologie
Tenkostěnné haploidní basidiospory infikují mladé jehlice už na jaře při rašení (Smith et al., 1988).. Napadeny jsou pouze mladé jehlice. Basidiospory jsou uvolňovány  v noci, k infekci dochází během několika týdnů,v období jenž zhruba odpovídá době rašení a počátku růstu mladých jehlic.(Collins, 1976) Infekce je vážná, pokud je jaro studené a rašení probíhá pomaleji a počet citlivých jehlic je v době šíření basidiospor vyšší (Murray, 1953). Množství alternativních hostitelů (infekční tlak) není významné, choroba se rozvíjí v příznivých podmínkách rychle.(Hansen, 1997)
Během května a června se na jehlicích tvoří žluté příčné proužky. Na žlutě zbarvených místech vyrůstají žlutooranžovo bílé aecie, asi 3 mm velké. Po dozrání plodnic se uvolňují aeciospory. Napadené dřeviny jsou nápadné zlatožlutým zbarvením nejmladšího ročníku jehlic. Během léta a na podzim napadené jehlice opadávají.

## Šíření
Větrem (Collins, 1976a), deštěm, antropogenní rozšíření pomocí transportu napadených dřevin a jejich částí (Spaulding, 1961, Takahashi & Saho, 1985; Schrader & Hennon, 2005).
Tato rez byla introdukována jednou, bez následného rozšíření, do USA s výpěstky smrku Picea abies z Dánska v roce 1907 (Spalding, 1961). Dovoz živých rostlinných materiálů pro okrasné účely, včetně výroby vánočních stromků, je stále považován za pravděpodobné způsob zavlečení tohoto patogena (Schrader a Hennon, 2005; Čech, 2007).

## Ochrana rostlin
Občas se vyskytuje na plantážích vánočních stromků, kde se doporučuje použití fungicidů, v případě výskytu v porostech se ochrana neřeší.

### Prevence
Dostatečný spon, výsadba v místech dostatečného proudění větru, včasné probírky. Odstranění náchylnách druhů z okolí plantáží kde jsou rostliny pěstovány pro vánoční stromky a z okolí okrasných a lesních školek.

### Chemická ochrana
Není preferována. Lze aplikovat systemické fungicidy před rašením, po rašení kontaktní fungicidy.

### Rezistentní druhy
Rozdíl v citlivosti a závažnosti onemocnění u druhů rodu Picea všeobecně nebyla zaznamenána.
Picea mariana je jedním ze severoamerických druhů vysázených v Evropě (Spalding, 1956), pro který neexistuje žádná zpráva o citlivosti na C. abietis (Takahishi a Saho (1985)) Podle pozorování v Japonsku je interakce rez-hostitel odlišná od těch, které jsou známy v Evropě, což naznačuje existenci odlišné variety houby a výběr odolných druhů pro pěstování v Japonsku je tedy možný. Pouze jeden druh hostitele je zaznamenán z Číny (Cao et al., 2000), a citlivost není známa z jiných částí Číny a míst ve střední Asii od druhů jako je himálajský smrk Picea smithiana (USDA-ARS, 2009).